# Stratiomys lineolata
Stratiomys lineolata är en tvåvingeart som först beskrevs av Macquart 1850.  Stratiomys lineolata ingår i släktet Stratiomys och familjen vapenflugor. Inga underarter finns listade i Catalogue of Life.